# بستانجی (اوجیلر)
بستانجی (به ترکی استانبولی: Bostancı) یک منطقهٔ مسکونی در ترکیه است که در اوجیلر واقع شده‌است.